# 18883 Domegge
18883 Domegge este un asteroid din centura principală de asteroizi.

## Descriere
18883 Domegge este un asteroid din centura principală de asteroizi. A fost descoperit pe 31 decembrie 1999 la Everstar de M. Abraham și G. Fedon. Asteroidul prezintă o orbită caracterizată de o semiaxă mare de 3,07 ua, o excentricitate de 0,10 și o înclinație de 8,6° în raport cu ecliptica.